# Nezinho de Muritiba
Pai Nezinho de Muritiba, Manuel Cerqueira do Amorim ou Nezinho Bom no Pó, era um babalorixá do candomblé do Axé Ibecê Alaqueto Ogum Megegê no sítio portão em Muritiba, Mãe Rosinha de Xangô era a Iamorô da casa.
- O pó a que se refere o título também chamado de zorra era preparado com raízes, folhas, e muitos ingredientes próprios para feitiço. A receita só era conhecida pelos mais velhos, que não ensinavam para ninguém. Muitos babalorixás ficaram famosos por serem Bom no Pó ou Bom de Pó.

Descendentes:  
- Mãe Cacho assumiu a roça em Salvador no ano de 1976,
- Mãe Juju assumiu sua Casa em São Paulo
- Mãe Neinha de Nanã, Tio Carlinhos e  Tata Pérsio de Xangô.

O babalorixá Nezinho do Muritiba foi iniciado por Maria da Glória Nazareth antecessora a Mãe Menininha do Gantois e era o Babá Ebê do Gantois onde ainda é lembrado e respeitado, na nação de Ketu. Nezinho do Muritiba iniciou, em 1937, Luiza Franquelina da Rocha, Gaiacú Luiza. Em 14 de dezembro de 1965, iniciou Sivanilton Encarnação da Mata, Babá PC de Oxumarê.